# مطار بخارى الدولي
مطار بخارى الدولي (بالإنجليزية: Bukhara International Airport)‏، (إياتا: BHK، إيكاو: UTSB)، هو مطار دولي يقع في بخارى،عاصمة ولاية بخارى في أوزبكستان.

## شركات الطيران
| شركـات طيـران               | الوجهات |
| --------------------------- | --- |
| إيروفلوت                    | مطار شيريميتييفو الدولي                                                                                             |
| Red Wings Airlines          | مطار محج قلعة الدولي، مطار جوكوفسكي الدولي                                                                          |
| روسيه                       | مطار سوتشي الدولي                                                                                                   |
| خطوط إس سفن                 | مطار نوفوسيبيرسك |
| Smartavia                   | مطار بولكوفو |
| الخطوط الجوية التركية       | مطار إسطنبول الدولي                                                                                                 |
| خطوط أورال الجوية           | مطار دوموديدوفو الدولي                                                                                              |
| Utair                       | مطار فنوكوفو الدولي                                                                                                 |
| الخطوط الجوية الأوزبكستانية | Fergana، مطار إسطنبول الدولي، Krasnodar، مطار دوموديدوفو الدولي، Namangan، مطار بولكوفو، مطار طشقند الدولي، Urgench |